# 定時制高校の時間
定時制高校の時間は、NHKラジオ第2で1960年4月から1989年4月1日まで放送されていたラジオ番組。

## 概要
定時制高等学校向け学校放送。NHKラジオ第2で土曜日18時台に放送。
放送される内容は一般的な授業番組ではなく、定時制ならではの生活指導番組や「職場の言葉」を扱った国語番組などが編成されていた。

## 放送枠の変遷
| 年度        | 放送時間          | 編成番組           | 編成番組           | 編成番組           |
| ----------- | ----------------- | ------------------ | ------------------ | ------------------ |
| 1960        | 土曜日18:45-19:00 | ホームルームの話題 | ホームルームの話題 | ホームルームの話題 |
| 1961 - 1963 | 土曜日18:30-19:00 | ことばと文学       | ホームルームの話題 | ホームルームの話題 |
| 1964        | 土曜日18:25-18:55 | ことばと文学       | ホームルームの話題 | ホームルームの話題 |
| 1965 - 1966 | 土曜日18:00-18:40 | ことばと文学       | ホームルームの話題 | ホームルームの話題 |
| 1967 - 1971 | 土曜日18:00-18:40 | ホームルームの話題 | 明るいリズム       | 青年と社会         |
| 1972 - 1976 | 土曜日18:00-18:40 | ホームルームの話題 | ここに学ぶ         | ここに学ぶ         |
| 1977 - 1980 | 土曜日18:00-18:20 | ホームルームの話題 | ホームルームの話題 | ホームルームの話題 |
| 1981 - 1988 | 土曜日18:00-18:20 | 定時制に学ぶ       | 定時制に学ぶ       | 定時制に学ぶ       |

## ホームルームの話題
生活指導に役立てるように、全国の定時制高校に通う生徒の学校生活での問題点を紹介した。
- 放送時間
  - 土曜日18:45-19:00（1960年度 - 1963年度）
  - 土曜日18:40-18:55（1964年度）
  - 土曜日18:20-18:40（1965年度 - 1966年度）
  - 土曜日18:00-18:15（1967年度 - 1976年度）
  - 土曜日18:00-18:20（1977年度 - 1980年度）

## ことばと文学
「ことば」は職場に役立つ言葉を、「文学」は古典文学、現代文学、外国文学の中からふさわしいものを扱った。
- 放送時間
  - 土曜日18:30-18:45（1961年度 - 1963年度）
  - 土曜日18:25-18:40（1964年度）
  - 土曜日18:00-18:20（1965年度 - 1966年度）

## 明るいリズム
音楽にのせて学校ニュースや詩、作文などを紹介した。
- 放送時間
  - 土曜日18:15-18:25（1967年度 - 1971年度）

## 青年と社会
社会生活で定時制生徒が受ける問題を取り上げた生活指導番組。
- 放送時間
  - 土曜日18:25-18:40（1967年度 - 1971年度）

## ここに学ぶ
生活指導番組。
- 放送時間
  - 土曜日18:15-18:40（1972年度 - 1976年度）

## 定時制に学ぶ
「全国高等学校定時制通信制生徒生活体験発表大会」の体験発表を中心に、各地の定時制高校生の声や文集などを紹介。
- 放送期間：1981年4月11日 - 1989年4月1日
- 放送時間：土曜日18:00-18:20